# فانی فرن اندروز
فانی فرن اندروز (انگلیسی: Fannie Fern Andrews؛ ۱۸۶۷ – ۱۹۵۰) آموزگار، نویسنده، مددکار اجتماعی و مربی اهل ایالات متحده آمریکا بود.

## زندگی‌نامه
فانی فرن و فرانک ادوارد فیلیپس دوقلو بودند که در ۲۵ سپتامبر ۱۸۶۷ در میدلتون، آناپولیس (نوا اسکوشیا) از آنی ام (با نام خانوادگی براون) و ویلیام والیس فیلیپس متولد شدند. بین سالهای ۱۸۷۱ و ۱۸۸۰، خانواده‌اش به همراه ۵ فرزند، از میدلتون به لینن، ماساچوست مهاجرت کردند. اما بعداً به سیلم، ماساچوست نقل مکان نمودند، وی در سیلم در مدارس دولتی به تحصیل پرداخت و از مدرسه عالی سیلم فارغ‌التحصیل شد. در ۱۶ ژوئیه ۱۸۹۰، او با ادوین جی اندروز ازدواج کرد. وی مدرک روان‌شناسی و آموزش خود را از کالج رادکلیف در سال ۱۹۰۲دریافت نمود، وی به مدت شش سال تدریس می‌کرد. او همچنین در مدرسه تابستانی دانشگاه هاروارد فعالیت داشت.
اندروز در سال ۱۹۰۷ انجمن خانه و مدرسه بوستون را با هدف مشارکت دادن والدین دانش آموزان در آموزش تأسیس کرد. از طریق کار خود در مدارس دولتی در بوستون، ماساچوست، او متقاعد شد که پیشینه‌های قومی و اقتصادی متفاوت باعث درگیری می‌شود و باید به هر یک از آنها آموخت که دیگران را درک کنند تا بتوانند با شرایط مسالمت‌آمیز ارتباط برقرار کنند و مذاکره کنند.
اندروز در سال ۱۹۰۸ اتحادیه صلح آمریکا را تأسیس کرد. این سازمان با آموزش اصول «عدالت بین‌المللی» در مدارس آمریکا به دنبال صلح بود. او یک دفتر بین‌المللی آموزش را متصور بود که تفاهم را در بین همه ملت‌ها ارتقا دهد. هنگامی که جنگ جهانی اول آغاز شد، اندروز نام سازمان خود را از «لیگ صلح آمریکایی» به «اتحادیه شهروندی مدارس آمریکایی» در سال ۱۹۱۸ تغییر داد.
در سال ۱۹۱۸، پس از انتخاب رئیس‌جمهور وودرو ویلسون، اندروز در کنفرانس صلح پاریس شرکت کرد. او در کنفرانس موازی زنان بین متفقین شرکت کرد و به‌طور ناموفقی برای جامعه ملل لابی کرد تا پیش‌بینی‌ای را برای رؤیای او در مورد دفتر بین‌المللی آموزش لحاظ کند. استدلالی که خواسته او را رد می‌کرد این بود که تنوع زیادی در فرهنگ کشورهای مختلف وجود دارد تا برنامه درسی استانداردی داشته باشیم که برای همه کارساز باشد. ایده‌های او در نهایت منجر به تأسیس دفتر بین‌المللی آموزش در ژنو شد.
در سال ۱۹۲۰، اندروز مدرک کارشناسی ارشد هنر را گرفت و در سال ۱۹۲۳ دکترای خود را در هاروارد به پایان رساند. او به عنوان مدرس آموزش در اروپا و آمریکا، به عنوان دبیر و سازمان دهنده لیگ شهروندی مدارس آمریکایی، و به عنوان عضو شورای مشورتی مؤسسه آموزش بین‌المللی و دفتر بین‌المللی صلح (برن، سوئیس) و غیره شناخته شد. او همچنین نماینده کنفرانس بین‌المللی آموزش در سال ۱۹۱۴ بود و در طول کنفرانس صلح نماینده دفتر آموزش ایالات متحده در پاریس بود.
اندروز مدافع ایدئال آموزش صلح بود و اقدامات را در سطح رسمی برای دستیابی به تغییرات در برنامه درسی ترویج می‌کرد. کلاس‌های آموزش عمران امروز نتیجه تلاش‌های او و دیگران است. او در ۲۴ ژانویه ۱۹۵۰، پس از یک بیماری طولانی، در خانه سالمندان هیل کرست در سامرویل، ماساچوست درگذشت و در آرامستان ماونت اوبرن به خاک سپرده شد.

## آثار
- ایالات متحده و جهان (۱۹۱۸)
- خانواده جهانی (۱۹۱۸)
- جنگ - در مورد آن در مدارس چه باید گفت؟ (بوستون، ۱۹۱۴)
- سازمان مرکزی برای صلح پایدار (بوستون، ۱۹۱۶)[۱۲]
- آزادی دریاها (لاهه، ۱۹۱۷)
- دوره ای در شهروندی و میهن‌پرستی (: هاوتن میفلین هارکورت، ۱۹۱۸)[۱۳]
- دوره ای در روابط خارجی، تهیه شده برای کمیسیون آموزش نیروهای مسلح ایالات متحده آمریکا (پاریس، ۱۹۱۹)